# Addicted
Addicted är den tredje singeln från pop/punk bandet Simple Plans album No Pads, No Helmets... Just Balls. Låten handlar om smärtan efter ett uppbrott, och hur sångaren är helt "addicted" av objektets kärlek. Den kan också handla om obesvarad kärlek.
Låten har blivit redigerad på olika radiostationer när raden "I'm Addic" låter exakt som "I'm a dick". Det här var planen för bandet, att bli det första band att använda ordet "dick" på MuchMusic och MTV.

## Listplacering
"Addicted" blev Simple Plans första top 50 hit. Den nådde plats 45 på Billboard Hot 100. Senare, 2003, släpptes den i Australien, där den kom in på topp 10.

## Låtlista
Version 1
1. Addicted [Album Edit]
2. Surrender [Album Edit]
3. Addicted [Musikvideo]

Version 2
1. Addicted [Album Edit]
2. Addicted [Live in Mexico]
3. Simple Plan Loves to Go Down [Video Enhancement]

## Listpositioner
| Lista (2002)             | Position |
| ------------------------ | -------- |
| Australia Singles Top 50 | 10       |
| Billboard Hot 100        | 45       |
| UK Singles Top 75        | 63       |